# Dimethyl kẽm
Dimethyl kẽm, còn được gọi với nhiều cái tên khác kẽm methyl, DMZ hoặc DMZn là hợp chất có thành phần chính gồm nguyên tố kẽm và nhóm methyl, tồn tại dưới dạng thức là một chất lỏng di động không màu và công thức hóa học được quy định là Zn(CH3)2, được hình thành bởi hoạt động của iodomethan trên kẽm ở nhiệt độ cao hoặc trên hợp kim natri kẽm.
2Zn + 2CH3I → Zn(CH3)2 + ZnI2
Natri hỗ trợ phản ứng của kẽm với iodomethan. Kẽm iodide được hình thành như một sản phẩm phụ phản ứng.
Hợp chất này có mùi khó chịu, và là chất gây cháy. Điều này rất quan trọng trong việc tổng hợp các hợp chất hữu cơ. Nó hòa tan trong alkan và thường được bán dưới dạng dung dịch hexan. Nó thuộc về một loạt các hợp chất tương tự như dimethyl kẽm.

## Lịch sử
Chất này được Edward Frankland điều chế lần đầu tiên trong quá trình làm việc với Robert Bunsen năm 1849 tại Đại học Marburg. Sau khi đun nóng một hỗn hợp kẽm và iodomethan trong một ống kín, một ngọn lửa nổ ra khi nút niêm phong bị vỡ. Trong phòng thí nghiệm, phương pháp tổng hợp này vẫn không thay đổi ngày nay, ngoại trừ các hợp chất đồng hoặc đồng được sử dụng để kích hoạt kẽm.